# 布拉德鲁普
布拉德鲁普（德語：Braderup）是德国石勒苏益格－荷尔斯泰因州的一个市镇。总面积13.35平方公里，总人口657人，其中男性335人，女性322人（2011年12月31日），人口密度49人/平方公里。